# Acrolophus chiricahuae
Acrolophus chiricahuae är en fjärilsart som beskrevs av Hasbrouck 1964. Acrolophus chiricahuae ingår i släktet Acrolophus och familjen Acrolophidae. Inga underarter finns listade i Catalogue of Life.